# Distretto di Silifke
Il distretto di Silifke (in turco Silifke ilçesi) è uno dei distretti della provincia di Mersin, in Turchia.